# Гай Уммідій Квадрат Серторій Север
Гай Уммідій Квадрат Серторій Север (лат. Gaius Ummidius Quadratus Sertorius Severus; 83 або 84 — після 124) — державний діяч Римської імперії, консул-суффект 118 року.

## Життєпис
Походив із роду Серторіїв. Син Серторія Севера та Уммідії Асконії Секунди. Доволі рано втратив батька, тому разом із сестрою перебрався до своєї бабки Уммідії Квадратілли, яка зайнялася його вихованням. Прийняв ім'я прадіда Гая Уммідія Квадрата з додаванням батьківського імені. Здобув гарну освіту. Замолоду уславився красномовством. Кар'єру розпочав як адвокат у суді. Між 105 та 107 роком після смерті бабки, отримав 2/3 спадку величезних статків Уммідіїв.
У 107 році став квестором та увійшов до сенату. Був другом імператорові Адріану. У 118 році став консулом-суффектом разом з Гаєм Бруттієм Презентом. З 120 до 124 року як імператорський легат-пропретор керував провінцією Нижня Мезія. Наприкінці правління відношення Адріана до нього змінилося, що позначилося на кар'єрі. Більше ніяких посад не обіймав.
Відомості про дату смерті відсутні.

## Родина
- Гай Уммідій Квадрат Анніан Вер, чоловік Аннії Корніфіції Фаустіни